# 2772 Дуґан
2772 Дуґан  (2772 Dugan) — астероїд головного поясу, відкритий 14 грудня 1979 року.
Тіссеранів параметр щодо Юпітера — 3,535.